# 新田義弘
新田 義弘（にった よしひろ、1929年1月21日 - 2020年3月15日）は、日本の哲学研究者、東洋大学名誉教授。専攻は、現象学・解釈学。

## 経歴
1929年、石川県生まれ。東北大学文学部を卒業。卒業後は、東洋大学助教授となり、教授となった。2000年に定年退任し、名誉教授となった。

## 家族・親族
- 弟：新田義之は比較文学者。

新田義貞の末裔。

## 著書
- 現象学とは何か フッサールの後期思想を中心として 紀伊国屋新書 1968、講談社学術文庫 1992
- 現象学 岩波全書 1978.2、講談社学術文庫 2013
- 哲学の歴史 哲学は何を問題にしてきたか 講談社現代新書 1989.12
- 現象学と近代哲学 岩波書店 1995.11
- 現代哲学 叢書現象学と解釈学 白菁社 1997.2、「現象学と解釈学」ちくま学芸文庫 2006
- 現代の問いとしての西田哲学 岩波書店 1998.12
- 世界と生命 媒体性の現象学へ 青土社 2001.9
- 思惟の道としての現象学 超越論的媒体性と哲学の新たな方向 以文社 2009.12

## 共著編
- 哲学の名著12選 学陽書房 1972年

　（古田光、廣川洋一、中野幸次、竹田篤司、上妻精、飯島宗享、城塚登、岩永達郎、新田義弘、市倉宏祐による共編著）
- 他者の現象学 哲学と精神医学からのアプローチ 宇野昌人共編 北斗出版 1982.9
- 他者の現象学 2 哲学と精神医学のあいだ 北斗出版 1992.10
- フッサールを学ぶ人のために 世界思想社 2000.10
- 自己意識の現象学 生命と知をめぐって 河本英夫共編 世界思想社 2005.6

## 翻訳
- ハイデッガーと西洋の形而上学 ミューラー 理想社 1966 (実存主義叢書)
- 世界・自我・時間 フッサール未公開草稿による研究 ゲルト・ブラント 小池稔共訳 国文社 1976.12
- 現代哲学の根本問題 第8巻 現象学の根本問題 M.ミュラーほか 小川侃共編 晃洋書房 1978.11
- 現象学とマルクス主義 1-2 ヴァルデンフェルス 白水社 1982
- フッサールの現象学 オイゲン・フィンク 小池稔共訳 以文社 1982.2
- 現象学の展望 H.ロムバッハ 村田純一共編 国文社 1986.2 (アウロラ叢書)
- 行動の空間 ベルンハルト・ヴァンデンフェルス 白水社 1987.4
- 生き生きした現在 時間の深淵への問い クラウス・ヘルト 北斗出版 1988.12
- 超越論的方法論の理念 第六デカルト的省察 フッサール,フィンク 千田義光共訳 岩波書店 1995.3